# Adiantum lamrianum
Adiantum lamrianum är en kantbräkenväxtart som beskrevs av Bidin och Jaman. Adiantum lamrianum ingår i släktet Adiantum och familjen Pteridaceae. Inga underarter finns listade.